# Carter DeHaven
Carter DeHaven, nato Francis O'Callaghan (Chicago, 5 ottobre 1886 – Los Angeles, 20 luglio 1977), è stato un attore, regista, sceneggiatore e produttore cinematografico statunitense.
Proveniente dal vaudeville, fu uno dei nomi più noti del teatro leggero americano, affermandosi anche sullo schermo in una lunga serie di ruoli comici.

## Vita privata
Sposò due volte l'attrice Flora Parker DeHaven, divorziando in entrambi i casi. Dal loro matrimonio nacque una figlia, Gloria DeHaven, che sarebbe diventata una nota attrice di Hollywood.

## Premi e riconoscimenti
- Per il suo contributo all'industria cinematografica, a Carter DeHaven venne assegnata una stella sulla Hollywood Walk of Fame al 1742 di Vine Street.

## Galleria d'immagini

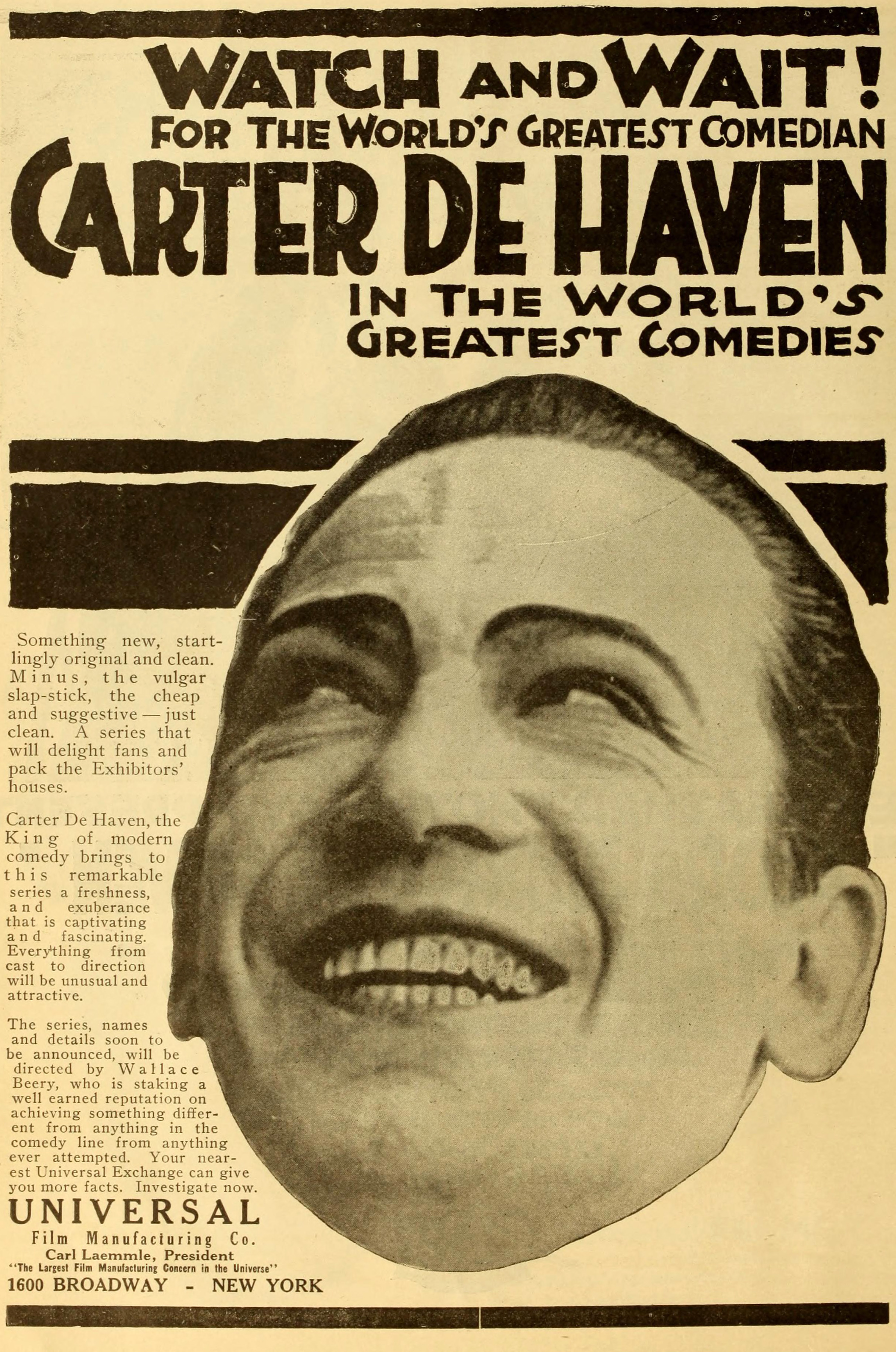
Pubblicità (1916)
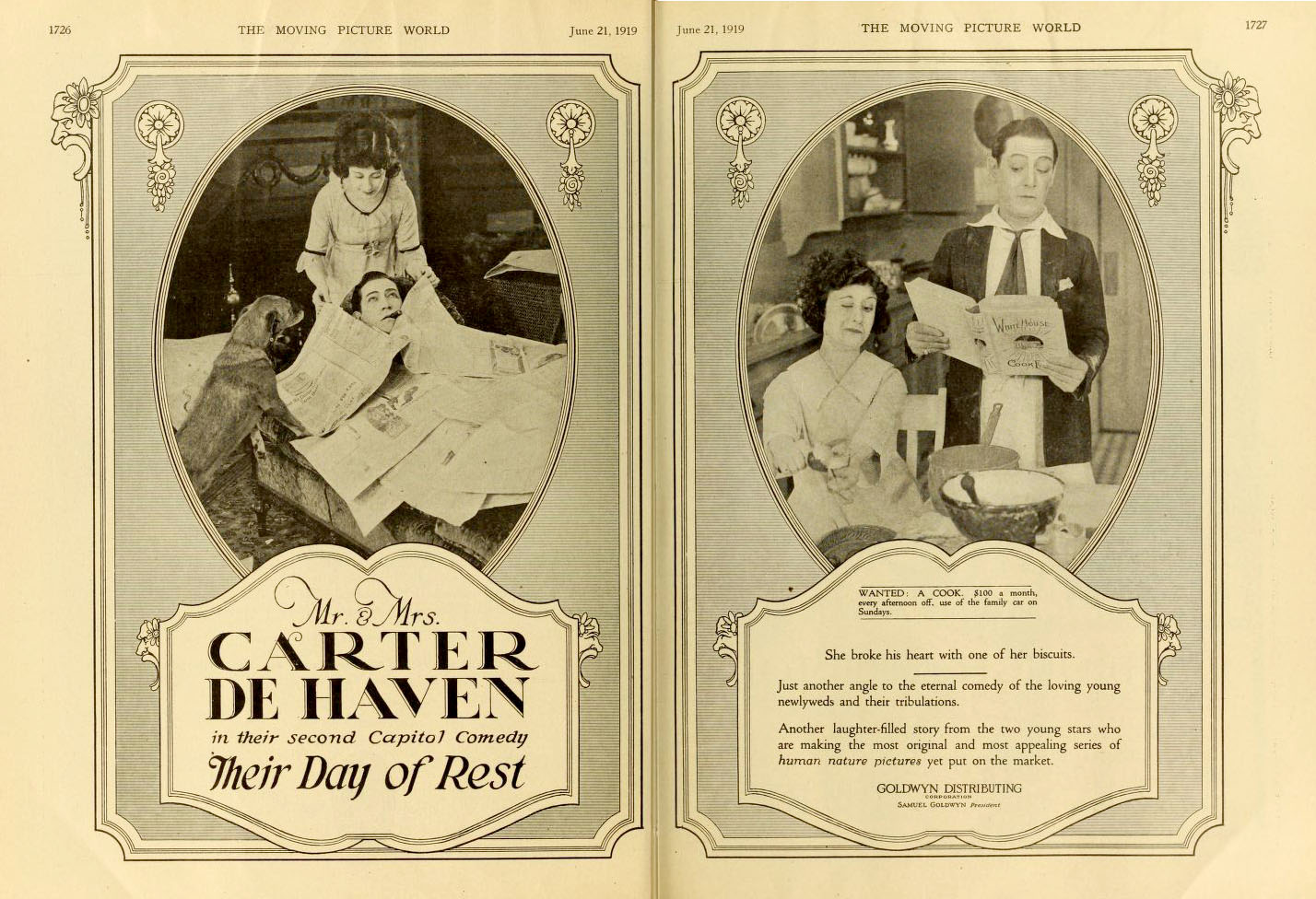
Pubblicità su Moving Picture World (giugno 1919)
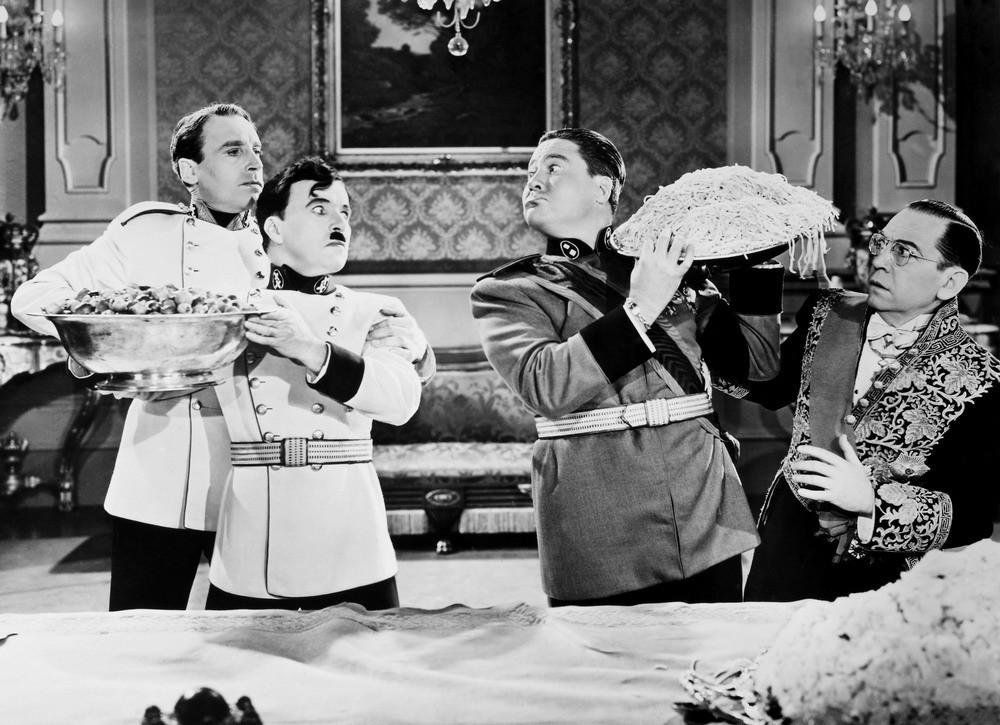
Henry Daniell, Chaplin e Jack Oakie e Carter DeHaven ne Il grande dittatore (1940)

## Filmografia

### Attore
- From Broadway to a Throne, regia di William Bowman (1916)
- Timothy Dobbs, That's Me, regia di Carter DeHaven (1916)
- The Sody Clerk, regia di Wallace Beery - cortometraggio (1916)
- A Thousand Dollars a Week, regia di Wallace Beery (1916)
- He Becomes a Cop, regia di Wallace Beery (1916)
- From the Rogue's Gallery, regia di Wallace Beery (1916)
- Hired and Fired, regia di Wallace Beery (1916) - cortometraggio
- He Almost Lands an Angel, regia di Wallace Beery (1916)
- A Hero by Proxy, regia di Wallace Beery (1916)
- Borrowed Plumes, regia di Wallace Beery (1916)
- Breaking Into Society, regia di Wallace Beery (1916)
- Fame at Last, regia di Wallace Beery (1916)
- Kicked Out, regia di Carter DeHaven - cortometraggio (1917)
- The Bathhouse Scandal, regia di Wallace Beery (1918)
- Perils of the Parlor, regia di Wallace Beery (1918)
- Hoodooed, regia di Charles Parrott (Charley Chase) (1920)
- Twin Husbands, regia di Mal St. Clair - cortometraggio (1922)
- The Thoroughbred, regia di Oscar Apfel (1925)
- Il grande dittatore (The Great Dictator), regia di Charles Chaplin (1940)
- Lock Up – serie TV, episodio 2x22 (1961)

### Regista
- The Wrong Door (1916)
- Timothy Dobbs, That's Me (1916)
- Kicked Out - cortometraggio (1917)
- Rice and Old Shoes, co-regia di Malcolm St. Clair (1923)

### Produttore
- Il grande dittatore (The Great Dictator), regia di Charles Chaplin (1940)

## Doppiatori italiani
- Diego Michelotti in Il grande dittatore (1º ridoppiaggio)

## Spettacoli teatrali
- Whoop-Dee-Doo
- Miss Dolly Dollars
- The Queen of the Moulin Rouge
- The Girl in the Taxi di Hugh Stanislaus Stange (Broadway, 24 ottobre 1910)
- Hanky Panky
- All Aboard, di Mark Swan (Broadway, 5 giugno 1913)
- His Little Widows